# JR九州システムソリューションズ
JR九州システムソリューションズ株式会社（ジェイアールきゅうしゅうシステムソリューションズ、英語: JR Kyushu System Solutions Inc.）は、福岡県福岡市に本社を置くシステムインテグレーター（ユーザー系）である。略称はJRQSS。

## 概要
JR九州のIT事業部門が独立した子会社であり、JR九州およびJR九州グループ会社のシステム開発、保守、運用などを行っている。
「IT導入支援サービス」、「カスタマサポートサービス」、「ネットワーク・セキュリティーサービス」を事業の柱とする。
おもなJR九州向け提供システムとして、「新幹線設備管理システム」、「新幹線車両管理システム」、「車内補充券発行機」などがある。
2013年4月に完全子会社のJR九州パトニ・システムズ株式会社を吸収合併し、ソリューション本部を発足。

## 部門
「企画部」「システム本部」「ソリューション本部」「ビジネスサポート部」により構成。
システム本部ではJR九州本体向けの情報システム開発/運用を行っており、ソリューション本部ではJR九州グループ内外の情報システム開発/運用を行っている。

## 沿革
- 2003年
  - 3月1日 - 会社設立[1]。
  - 4月1日 - 営業開始[3]。
- 2013年4月 - JR九州パトニ・システムズ株式会社を合併。
- 2019年9月2日 - 株式会社ビー・エス・エスを子会社化[4]。
- 2020年3月31日 -株式会社NSDと資本業務提携[5]。